# Maurice Rollet
Pour les articles homonymes, voir Rollet.
Ne doit pas être confondu avec Maurice Ronet.
Maurice Rollet est un militant et poète français, né le 29 janvier 1933 à Paris, mort le 21 janvier 2014 à Aix-en-Provence.

## Biographie
Médecin, membre de la Fédération des étudiants nationalistes, il mit son savoir médical au service de son activité militante en soignant des hommes de l'OAS, comme son camarade et ami intime, le célèbre bandit Albert Spaggiari. En mai 1969, il cofonde l'Association nationale des anciens détenus et exilés politiques de l'Algérie française.
Cofondateur du GRECE, il s'engagea au sein de la Nouvelle Droite, animant notamment sa « maison de Provence », la « Domus Europa ».
En mars 1968, il est exclu du Rassemblement européen de la liberté, auquel il participait sous le pseudonyme François Le Cap.
Sur le plan artistique, il fut l'un des principaux acteurs d'un film de Gérard Blain (Le Rebelle, 1980). Son œuvre poétique est marquée par le paganisme.
Il a écrit les paroles de l'album Soleil de pierre de Docteur Merlin, sorti en 1993.
En 1999, il signe pour s'opposer à la guerre en Serbie la pétition « Les Européens veulent la paix », initiée par le collectif Non à la guerre.

## Filmographie
- 1980 : Le Rebelle de Gérard Blain
- 1981 : La Flambeuse de Rachel Weinberg

## Publication
- Avec Perig Kerys, Des rimes et des runes, Éditions Pyrene, 1990